# Rated-RKO
Rated-RKO was een professioneel worsteltag-team dat opgericht is door de twee professionele worstelaars Edge en Randy Orton, Lita was de valet van Rated-RKO. Rated-RKO was bekend om de prestaties voor World Wrestling Entertainment bij WWE RAW.

## In worstelen
- Aanval en kenmerkende bewegingen
  - Con-chair-to
  - Double RKO (Double jumping cutter)

- Kenmerkend wapens
  - Stoel

## Kampioenschappen en prestaties
- World Wrestling Entertainment
  - WWE World Tag Team Championship (1 keer)